# Thềm băng Zubchatyy
Thềm băng Zubchatyy (67°13′N 49°5′Đ / 67,217°N 49,083°Đ) là một thềm băng nhỏ giáp với phía nam của bán đảo Sakellari thuộc Vùng đất Enderby. Hình dạng của thềm băng được vẽ bởi các nhà vẽ bản đồ Nga dựa trên các bức ảnh chụp từ trên không được chụp bởi Đoàn thám hiểm châu Nam Cực của Liên Xô, 1961–62. Tên tiếng Nga của thềm băng có nghĩa là "có răng cưa", đề cập đến hình thái có răng cưa của mặt ngoài băng khi xem trong trên bản đồ.
 Bài viết này kết hợp các tài liệu thuộc phạm vi công cộng từ website hay thư mục thuộc Cục Khảo sát Địa chất Hoa Kỳ thư mục "Thềm băng Zubchatyy" (nội dung từ Hệ thống Thông tin Địa danh).
  